# Oscar Meyer (Politiker, 1885)
Oscar Meyer (geboren am 16. Juli 1885 in München; gestorben am 18. August 1954 in Bayreuth) war ein deutscher Kommunalpolitiker. Vom 12. November 1945 bis zum 30. Juni 1948 war er Oberbürgermeister der Stadt Bayreuth.

## Leben und Wirken
Nach dem Ersten Weltkrieg wurde der promovierte Meyer Direktor des städtischen Schlachthofs in Bayreuth. Trotz seiner jüdischen Abstammung blieb er in der Zeit des Nationalsozialismus noch lange in diesem Amt.
Am 5. November 1945 verunglückte der am 24. April jenes Jahres von der US-Militärregierung eingesetzte Oberbürgermeister Josef Kauper bei einem Verkehrsunfall tödlich. Der parteilose Oscar Meyer wurde am 12. November zu dessen Nachfolger bestimmt. Wie vorher Kauper musste er täglich beim Militärgouverneur Caroll J. Reilly erscheinen, um Weisungen entgegenzunehmen. Bei der ersten Kommunalwahl am 26. Mai 1946 wurde Meyer vom neu gewählten Stadtrat in seinem Amt bestätigt.

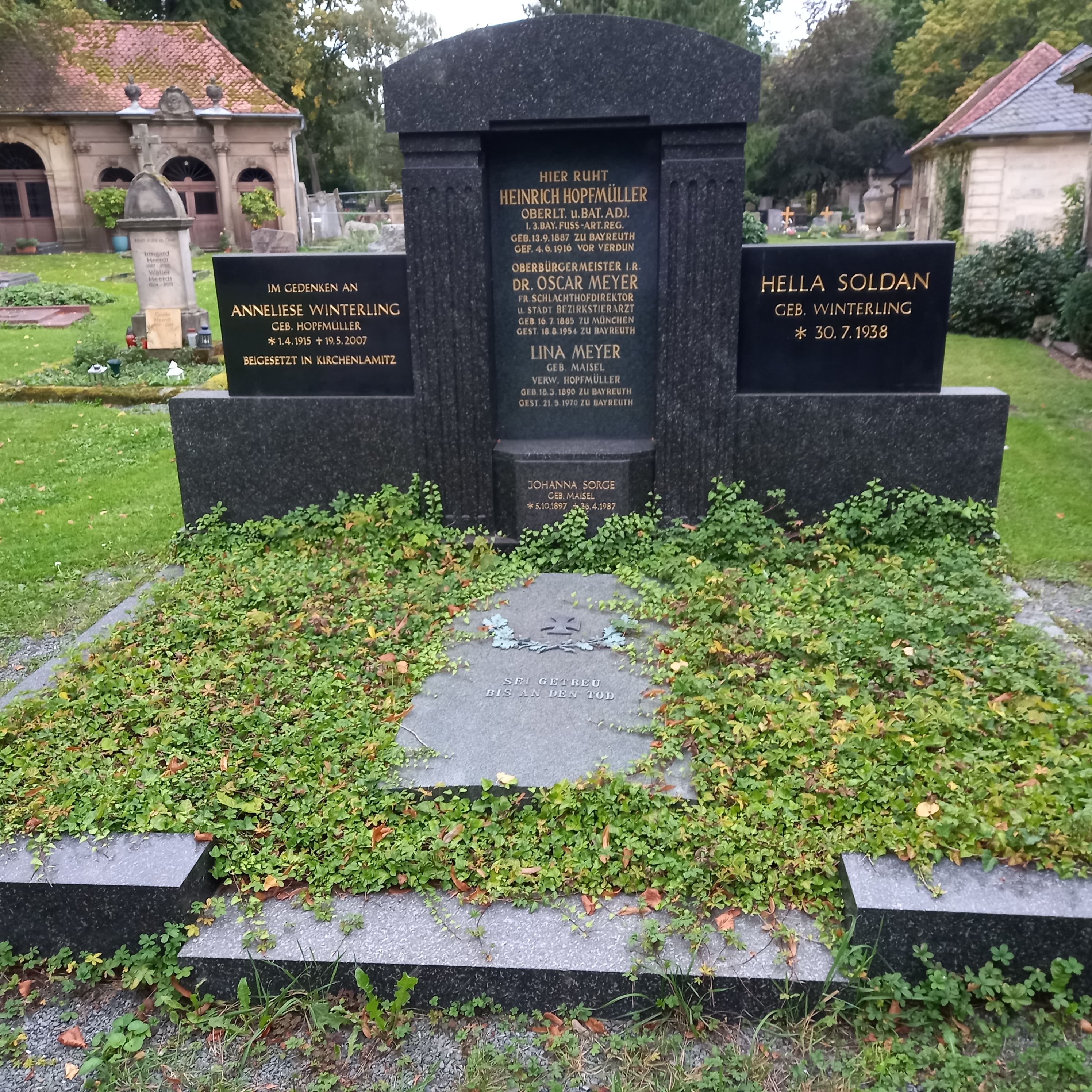
Das Grab von Oscar Meyer und seiner Ehefrau Lina im Familiengrab auf dem Stadtfriedhof Bayreuth

Im Amt des Oberbürgermeisters erschien Meyer überfordert, jedoch darf nicht vergessen werden, unter welchen Begleitumständen und angesichts welcher schier unüberschaubaren Schwierigkeiten er tätig sein musste. Die örtliche Tageszeitung Fränkische Presse beanstandete eine „bürokratische Verschleppung“ beim Wiederaufbau und eine katastrophale Versorgungslage in vielen Bereichen. Sie beklagte, dass fast zwei Jahre nach Kriegsende verfängliche Straßenschilder noch immer nicht ausgewechselt waren. Der Heimatforscher Bernd Mayer schrieb, als Oberbürgermeister habe sich Meyer im Dienst „fast zu Tode“ gearbeitet. In seiner Amtszeit erlitt Meyer zwei Schlaganfälle.
Überlebende Bayreuther Juden im Ausland bat Meyer in Briefen erfolglos, in ihre Heimatstadt zurückzukehren. Er widersetzte sich dem amerikanischen Vorschlag, das Richard-Wagner-Festspielhaus aus Gründen der Rentabilität als Kino und Varieté zu nutzen, und sympathisierte stattdessen zunächst mit einer Nutzung als Welturaufführungstheater zeitgenössischer Werke. Ende August 1946 trug er Friedelind Wagner und Franz Wilhelm Beidler die Leitung der Richard-Wagner-Festspiele an. In jenem Jahr regte er die Neugründung des Verschönerungsvereins Bayreuth an, um den Röhrenseepark wiederherzurichten.
Bei der Kommunalwahl des 30. Mai 1948 erzielte Meyer angesichts seines Bekanntheitsgrads nur ein mageres Ergebnis. Sei Nachfolger als Oberbürgermeister wurde Hans Rollwagen von der SPD, der seinem Vorgänger vorhielt, den amerikanischen Besatzern zu viel Einfluss auf die Kommunalpolitik zugestanden zu haben. Auf der Liste der FDP wurde Meyer jedoch in den Stadtrat gewählt.
Oscar Meyer starb am 18. August 1954 im Alter von 69 Jahren in Bayreuth und fand seine letzte Ruhestätte auf dem dortigen Stadtfriedhof, wo sein Grab erhalten ist.